# Merck KGaA

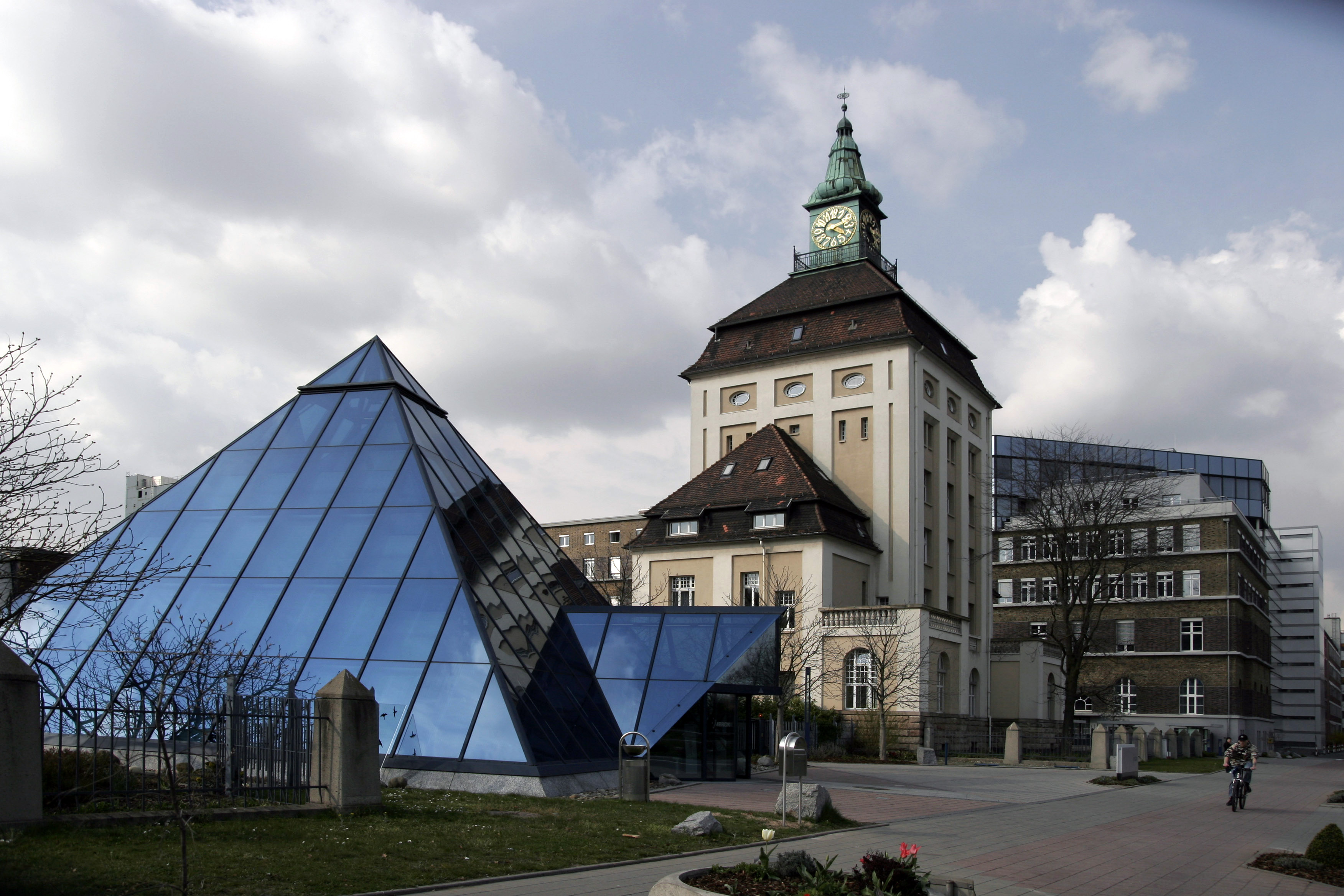
Zentrale der Merck KGaA in Darmstadt.
V. l. n. r. Merck-Pyramide (im November 2014 abgerissen), „Grüner Turm“ von Friedrich Pützer (1905) und „Adlerhorst“ (Bürobereich der Geschäftsführung)

Die Merck KGaA (in Nordamerika MilliporeSigma, EMD Serono und EMD Electronics) ist ein deutsches Unternehmen der Chemie- und Pharmaindustrie mit Sitz in Darmstadt.
Die heutige Merck KGaA ist unabhängig vom US-amerikanischen Pharmakonzern Merck & Co., Inc. (im Rest der Welt Merck Sharp and Dohme (MSD)).  Beide Unternehmen sind auf die deutsche Industriellen-Familie Merck zurückzuführen, welche die Merck & Co., Inc. (heute Merck Sharp and Dohme (MSD)) bis zum Ersten Weltkrieg als Tochtergesellschaft von E. Merck (heute Merck KGaA – in Nordamerika MilliporeSigma) betrieb. Infolge des Krieges wurde die Merck & Co., Inc. (heute Merck Sharp and Dohme (MSD)) durch Enteignung ein eigenständiges Unternehmen.
Die deutsche Merck verlor durch die Enteignung der US-Tochter die Rechte am Namen Merck in den USA und Kanada und darf diesen dort nicht mehr verwenden. Daher treten die drei Unternehmensbereiche der deutschen Merck KGaA in Nordamerika unter den Namen MilliporeSigma, EMD Serono und EMD Electronics auf. Im Ausland firmiert die US-amerikanische Merck & Co., Inc.  als Merck Sharp & Dohme (MSD).
Die Anfänge von Merck gehen bis zum Jahr 1668 zurück. Merck gilt damit als das älteste pharmazeutisch-chemische Unternehmen der Welt. Im Gegensatz zu den meisten größeren Konkurrenten ist Merck weiterhin sowohl in der Chemie- als auch in der Pharmaindustrie tätig.

## Unternehmensentwicklung

### Historische Entwicklung

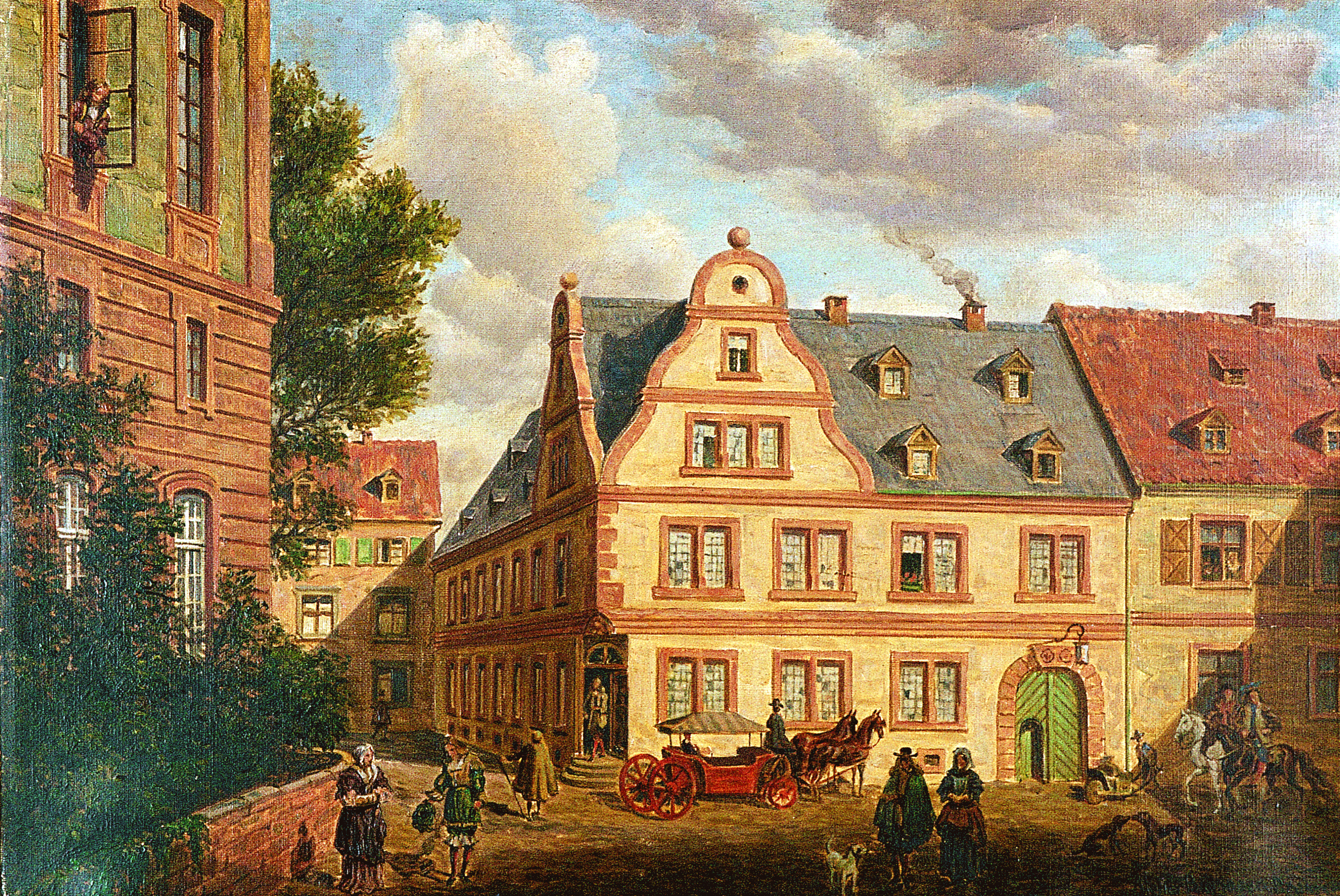
Mercksche Engelapotheke in Darmstadt Ende des 18. Jahrhunderts

Am 26. August 1668 erhielt Friedrich Jacob Merck die Erlaubnis, eine Apotheke in Darmstadt zu betreiben. Die Engelapotheke gehört bis heute der Familie Merck. Heinrich Emanuel Merck begann 1827, selbst isolierte Wirkstoffe, u. a. Alkaloide wie Morphin, zu vertreiben. Mit seinen Söhnen gründete er 1850 ein Gemeinschaftsunternehmen (E. Merck Darmstadt), das 1860 bereits 800 verschiedene Produkte anbot. Es gilt als besondere Neuerung, dass Merck nach verbindlich formulierten Reinheitsstandards arbeitete. Ab 1889 veröffentlichte das US-amerikanische Tochterunternehmen Merck & Co., Inc., den Merck Index, ein Standardwerk für Stoffeigenschaften der wichtigsten Arzneistoffe, Chemikalien, Drogen und biochemischen Stoffe. In der 15. Auflage, die mittlerweile von der Royal Society of Chemistry herausgegeben wird, enthält der Merck Index über 10.000 Monographien zu einzelnen Substanzen oder Wirkstoffklassen.

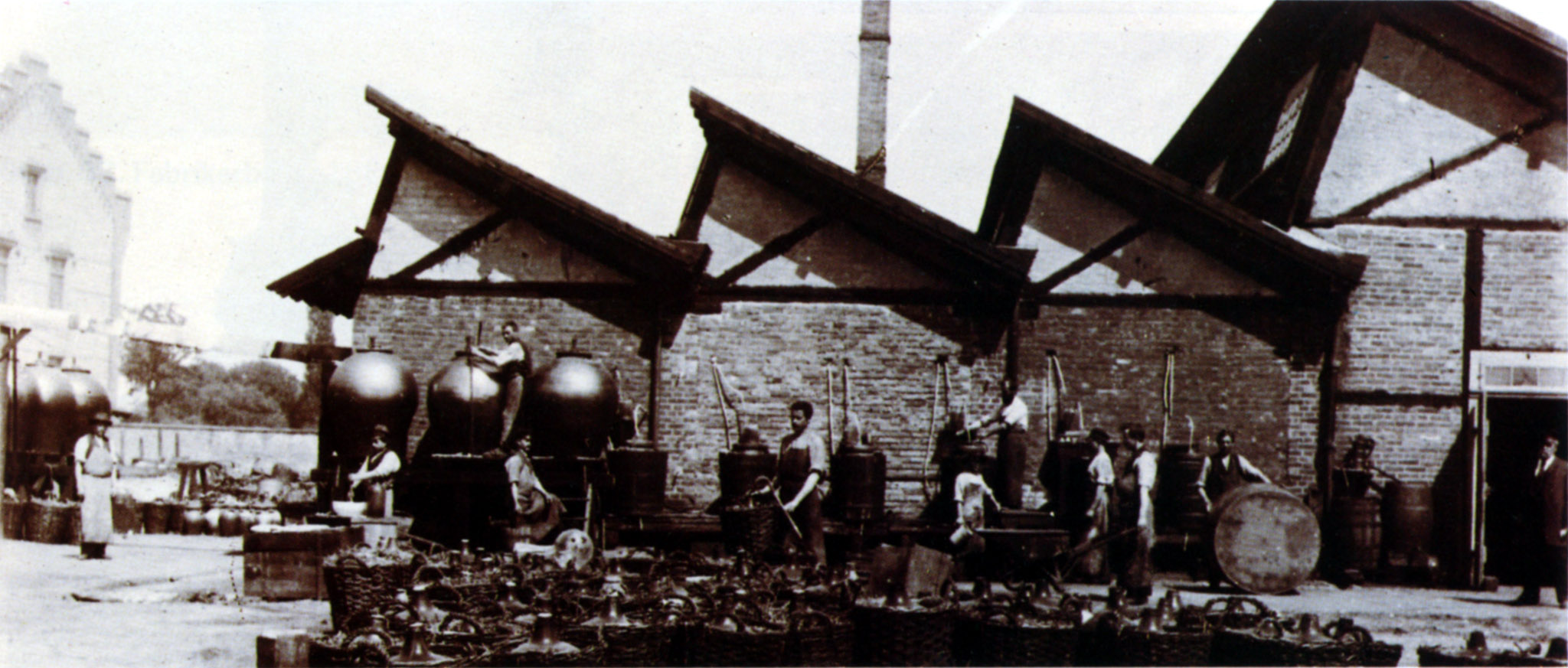
Produktion in der Fabrik von 1886

Im 19. Jahrhundert war Merck vermutlich das umsatzstärkste Pharmaunternehmen im Deutschen Reich. 1894 wurde das erste Schilddrüsenpräparat weltweit entwickelt. Um die Jahrhundertwende wandelte sich Merck von einer „Großapotheke“ für Naturstoffe zu einem Unternehmen für synthetische Wirkstoffe. So wurde 1903 das Schlafmittel Veronal eingeführt – das weltweit erste Barbiturat.
In den Jahren 1903/1904 zog das nun auf über 1000 Mitarbeiter gewachsene Unternehmen in neue Betriebsstätten im Norden Darmstadts. Von 1906 bis 1918 gehörte Merck zu einem gegen die IG Farben gerichteten, größeren Herstellungs-, Einkaufs- und Preiskartell. Bis zum Ersten Weltkrieg erhöhten sich Mitarbeiterzahl und Umsatz stark. Bereits ab 1887 bestand eine Verkaufsniederlassung in den USA, die 1908 in die formal eigenständige, aber weiterhin eng mit dem Mutterunternehmen verbundene Aktiengesellschaft Merck & Co. umgewandelt wurde. Nach Kriegseintritt der USA wurde Merck & Co. beschlagnahmt und 1919 an ein Konsortium um das Familienmitglied Georg Merck verkauft, der die Niederlassung bereits früher geleitet hatte und US-Bürger geworden war. Als Folge dieser Beschlagnahme darf weder die deutsche E. Merck in Nordamerika unter dem Namen Merck auftreten, noch das US-Unternehmen außerhalb Nordamerikas.

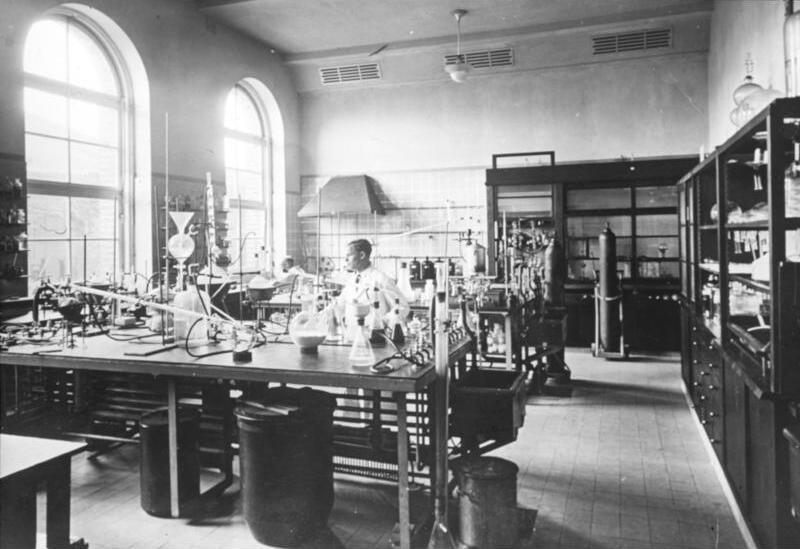
Hauptlaboratorium (1936)

Im Ersten Weltkrieg produzierte E. Merck kriegswichtige medizinische Güter, aber auch Gasmasken und Munition. Eine Neuentwicklung war das Opioid Eukodal (Oxycodon). 1920 bestand die Geschäftsleitung erstmals nicht ausschließlich aus Familienmitgliedern. Ab 1927 wurde ein Vitamin-D-Präparat vermarktet.
1939 hatte Merck 4000 Mitarbeiter. Die Unternehmensleitung lag ab 1932 – und bis 1959 – bei Karl Emanuel Merck, NSDAP-Mitglied seit 1933 und während der Zeit des Nationalsozialismus ein Wehrwirtschaftsführer. Ab 1942 wurde der Einfluss der Familie auf die Betriebsführung geringer zugunsten des strikt nationalsozialistischen Direktoriumsmitglieds Bernhard Pfotenhauer, ebenfalls zum Wehrwirtschaftsführer ernannt.
Während des Zweiten Weltkriegs wurden ab 1941 Zwangsarbeiter aus Westeuropa eingesetzt, ab 1942 auch Ostarbeiter, um unter anderem kriegswichtige Pharmazeutika und chemische Pflanzenschutzmittel zu produzieren. Die osteuropäischen Arbeitskräfte waren kaserniert und wurden schlechter bezahlt und behandelt als die Stammbelegschaft; von schweren Übergriffen wird nicht berichtet. Merck hatte eine nennenswerte Beteiligung an dem Unternehmen Elektrochemische Werke München, Dr. Adolph, Albert Pietzsch & Co. (EWM), das vom späteren Leiter der Reichswirtschaftskammer Albert Pietzsch geleitet wurde. EWM produzierte Spezialbrennstoffe für U-Boote, Torpedos und Raketen. Am 12. Dezember 1944 wurde Merck von einem Luftangriff getroffen, der 60 Mitarbeiter tötete und die Produktionskapazität zu über 70 Prozent zerstörte. Merck ist dem Entschädigungsfonds der deutschen Wirtschaft beigetreten und ist darüber hinaus vor allem in Belarus um Wiedergutmachung bemüht.

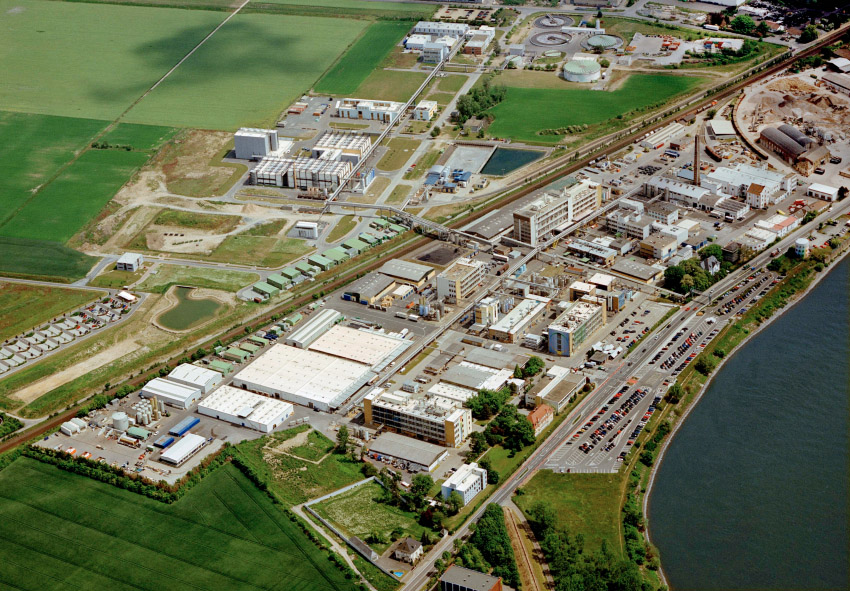
Luftaufnahme des Werkes in Gernsheim am Rhein

Merck erhielt im April 1945 eine erste neue Produktionsgenehmigung. Das Firmenvermögen wurde beschlagnahmt (bis 1948) und eine externe Werksleitung eingesetzt. Ende 1945 wurden 2290 Mitarbeiter beschäftigt. In den 1950er und 1960er Jahren wurden viele neue Wirkstoffe auf den Markt gebracht (u. a. Oxymetazolin/Nasivin, die Antibabypille Aconcen, Lichtschutzsubstanzen). Die Forschung an Flüssigkristallen wurde aufgenommen, für das Werk Darmstadt eine technologisch führende Kläranlage gebaut und mit dem Aufbau der zweitgrößten Konzern-Betriebsstätte in Gernsheim begonnen (u. a. Produktion von Perlglanzpigmenten und Thioglycolsäure).

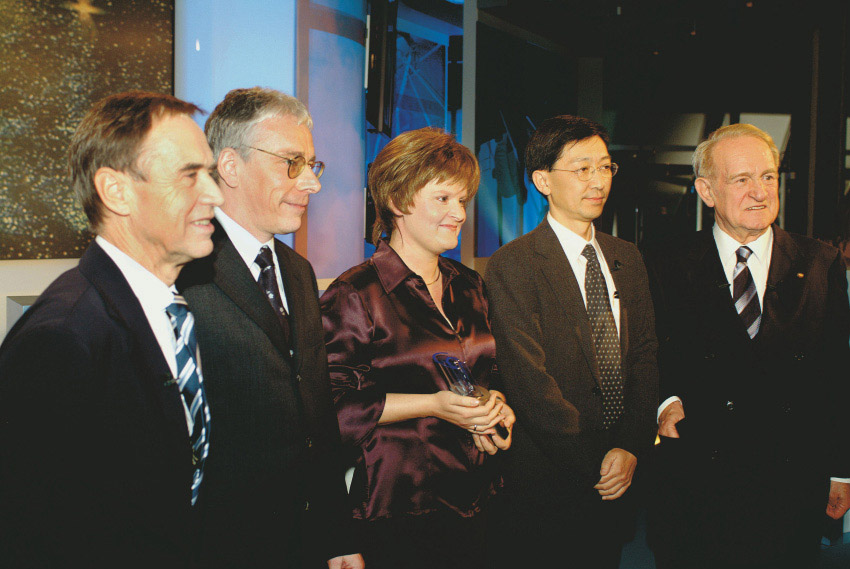
Die Flüssigkristallforscher Matthias Bremer, Melanie Klasen-Memmer und Kazuaki Tarumi bei der Verleihung des Deutschen Zukunftspreises 2003 durch Bundespräsident Johannes Rau

Aconcen wurde 1970 vorsichtshalber vom Markt genommen; im selben Jahr wurde Hans Joachim Langmann Vorsitzender der Geschäftsführung. Der Umsatz betrug umgerechnet 358 Millionen €; 2000 lag der Wert bei 6,74 Milliarden €. 1972 erwarb Merck die Hälfte der italienischen Bracco-Gruppe (Verkauf im Jahr 2000). Das Wurmmittel Praziquantel erhielt 1985 den Galenus-von-Pergamon-Preis. In den 1980er Jahren waren mit Otto Esser und Hans Joachim Langmann zwei Mitglieder der Geschäftsführung in Spitzenpositionen der deutschen Unternehmerverbände tätig. Merck übernahm 1991 die französische Lipha, das den Blockbuster Glucophage (Wirkstoff: Metformin) einbrachte.

Früheres Logo der Merck KGaA bis 13. Oktober 2015

An dem nun als Merck KGaA organisierten Unternehmen verkaufte die Familie 1995 26 % der Anteile an Kommanditaktionäre. Der Rest liegt bei der Familie, die als Komplementär der E. Merck OHG fungiert. 1996 übernahm Merck Flüssigkristall-Tätigkeiten von Hoffmann-La Roche. Acamprosat erhielt 1999 den Galenus-von-Pergamon-Preis. 2001 musste das Unternehmen 9,2 Mio. € Strafe wegen unerlaubter Preisabsprachen im Vitaminmarkt zahlen. Merck-Forscher erhielten 2003 den Deutschen Zukunftspreis für ihre Arbeiten zu Flüssigkristallen.
Seit Beginn des 21. Jahrhunderts befindet sich Merck in einem Konzernumbau. 2004 verkaufte Merck unter anderem Biomet Merck (Knochenersatzmaterialen, Implantate) und VWR International (Labordistribution). Merck war 2006 schuldenfrei und versuchte, den Berliner Konkurrenten Schering AG gegen dessen Willen zu übernehmen. Die Übernahme misslang, das Engagement war aber ein finanzieller Erfolg.
2006/7 übernahm Merck mit Serono für umgerechnet 10,6 Mrd. € das damals drittgrößte Biotechnologie-Unternehmen der Welt. Die in Genf beheimatete Serono war in den vier Therapiegebieten Kinderwunsch, multiple Sklerose, Wachstum und Stoffwechsel sowie Schuppenflechte tätig. Zur Finanzierung wurde die umsatzstarke Generika-Sparte an Mylan verkauft. Sie machte im Geschäftsjahr 2006 29 % des Umsatzes der Merck-Gruppe aus mit fast 5'000 Mitarbeitenden und Verkäufen in über 90 Ländern. Der Anteil der Familie Merck an der Merck KGaA liegt seitdem bei 70 %. 2010 gelang ebenfalls die Übernahme des US-Laborausrüsters Millipore Corp. Weitere Übernahmen betrafen 2014 die britische Spezialchemiefirma AZ Electronic Materials, 2015 das große US-Unternehmen Sigma-Aldrich (13,1 Mrd. €) und 2019 den US-Halbleiterzulieferer Versum (6,5 Mrd. €). Gesetzeskonform in den 1950er bis 1970er Jahren im Werk Gernsheim entsorgte Rückstände der Lindan-Produktion mussten in den letzten Jahren mit hohem Aufwand rückgeholt und fachgerecht verbrannt werden.

### Die Merck KGaA heute

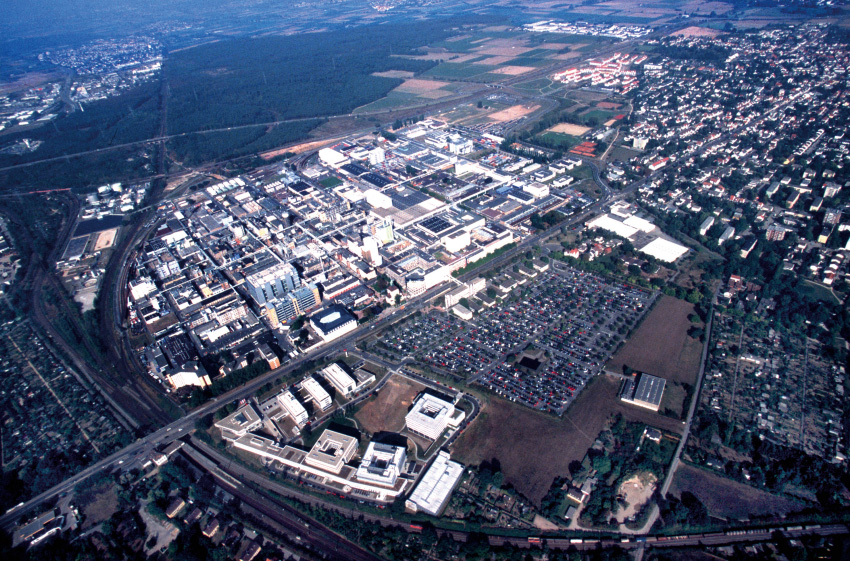
Luftaufnahme des Stammsitzes von Merck in Darmstadt, aufgenommen aus südöstlicher Richtung

Für das Unternehmen sind rund 58.100 Mitarbeiter tätig, davon 13.300 in Deutschland. Am Hauptsitz in Darmstadt arbeiten 11.000 Beschäftigte. Dort findet auch die Hauptausbildung mit rund 600 Auszubildenden statt. Die Merck KGaA ist in 66 Ländern mit 227 Gesellschaften vertreten.

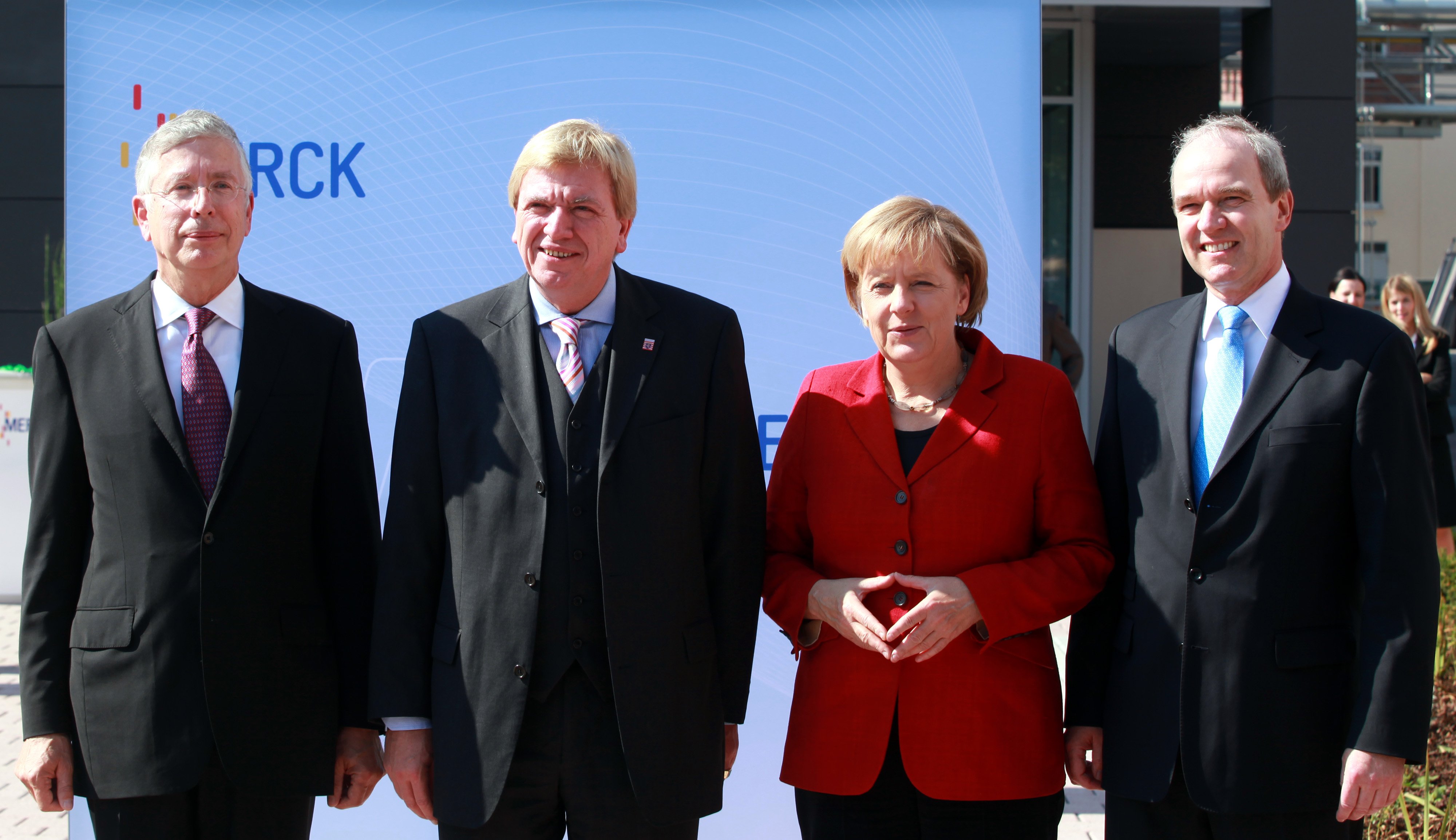
Jon Baumhauer, Volker Bouffier, Angela Merkel und Karl-Ludwig Kley (v. l. n. r.) am 23. September 2010 bei Merck in Darmstadt

Die Kapitalmehrheit der KGaA liegt bei der als Komplementär auftretenden E. Merck KG, die von der Familie Merck geleitet wird und die strategischen Leitlinien des Konzerns vorgibt. Das Kapital der E. Merck KG wird zu rund 70 % überwiegend von stillen Gesellschaftern der Familie Merck (217 Mitglieder; Stand Oktober 2009) gehalten. Davon bilden 130 die Gesellschafterversammlung, die wiederum den Familienrat bestimmt.
Der Familienrat ist das gesellschaftsrechtliche Gremium der E. Merck KG. In ihm werden die Mitglieder des Gesellschafterrates und der Vorsitzende der Geschäftsleitung der Merck KGaA sowie sein Stellvertreter bestimmt und Entscheidungen von grundsätzlicher Bedeutung für das Unternehmen getroffen. Vorsitzender des Gremiums ist Johannes Baillou.

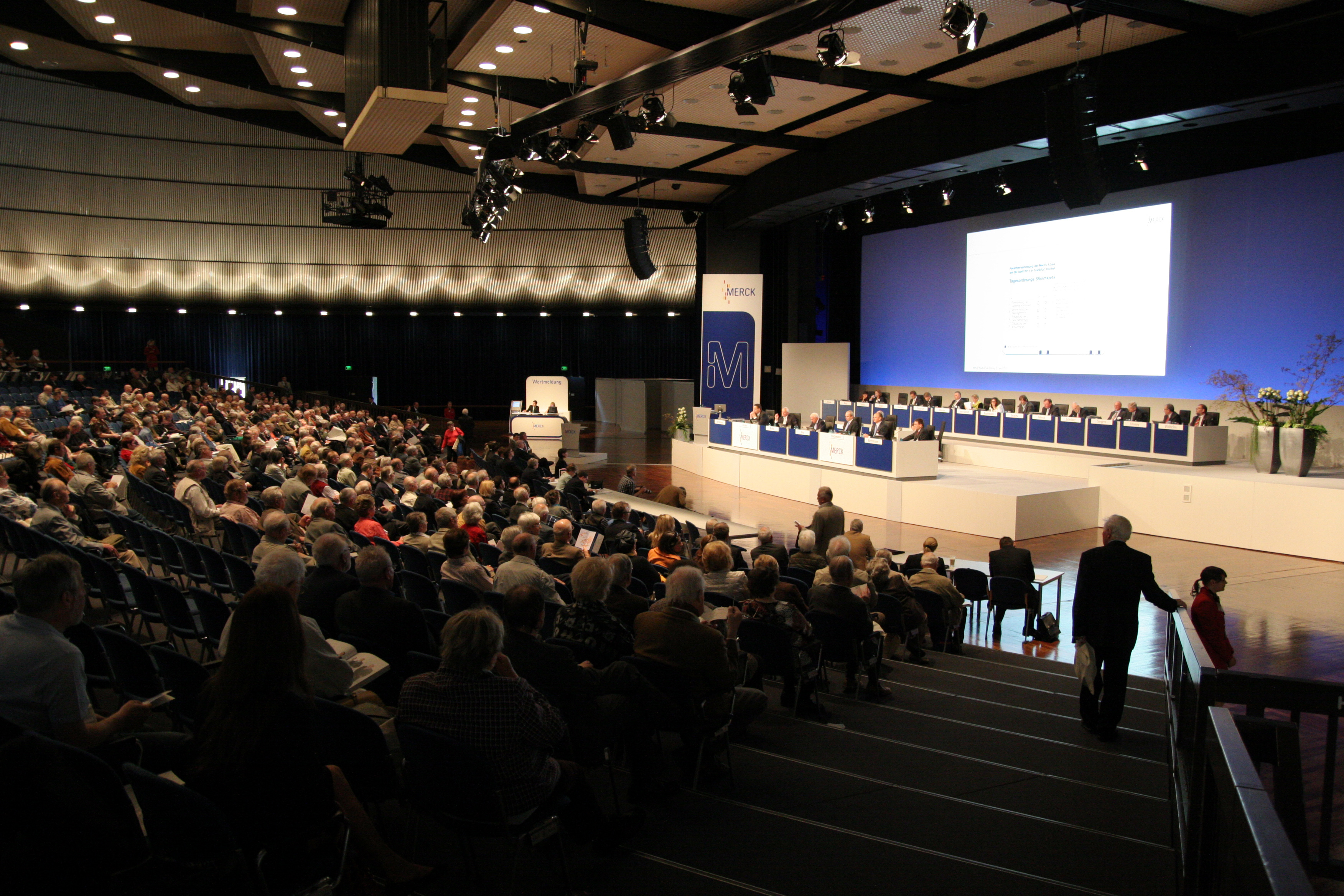
Die Hauptversammlung am 8. April 2011

Der Gesellschafterrat hat eine dem Aufsichtsrat einer Aktiengesellschaft ähnliche Funktion. Er überwacht die Geschäftsführung der E. Merck KG und der Merck KGaA. Für wesentliche Geschäfte der KGaA bedarf es der Zustimmung durch den Gesellschafterrat, der zudem die Mitglieder der Geschäftsleitung der KGaA bestellt und abberuft. Im Gesellschafterrat sitzen sowohl Familienmitglieder als auch externe Mitglieder. Vorsitzender des neun Mitglieder umfassenden Gesellschafterrates ist Wolfgang Büchele.
Die Merck KGaA ist in drei Unternehmensbereiche aufgeteilt: Healthcare (Pharma), Life Science (Laborchemie) und Electronics (Spezialchemie und Halbleiter).

### Entwicklung von Kennzahlen des Merck-Konzerns
| Kennzahlen                  | 2018   | 2019   | 2020   | 2021   | 2022   | 2023   | 2024   |
| --------------------------- | ------ | ------ | ------ | ------ | ------ | ------ | ------ |
| Umsatz (Mrd. Euro)          | 14,84  | 16,15  | 17,53  | 19,69  | 22,23  | 20,99  | 21,16  |
| Ergebnis v. St. (Mrd. Euro) | 1,5    | 1,7    | 2,6    | 3,9    | 4,2    | 3,5    | 3,5    |
| Mitarbeiter                 | 51.713 | 57.036 | 58.096 | 60.334 | 64.232 | 62.908 | 62.557 |

## Aktie und Anteilseigner
Die Merck Kommanditgesellschaft auf Aktien ist mehrheitlich in Familienbesitz. Über die E. Merck KG als Komplementär hält die Familie Merck rund 70 % des Gesamtkapitals. Die restlichen 30 % des Kapitals laufen auf die Aktien der Kommanditaktionäre. Seit 1995 werden die Aktien an der Börse gehandelt und sind seit dem 15. Juni 2007 im DAX an der Frankfurter Wertpapierbörse vertreten.
Die Anzahl der öffentlich gehandelten Stückaktien beträgt rund 129 Millionen.

## Geschäftsbereiche

### Healthcare
Das Health-Care-Segment gliedert sich in drei Geschäfte: Merck Serono, Allergopharma und Biosimilars. Das Consumer-Health-Geschäft wurde 2018 für 3,4 Milliarden Euro an Procter & Gamble veräußert. Es hatte im Jahr davor einen Umsatz von 911 Millionen Euro generiert.

#### Biopharma
Biopharma, bis 2015 Merck Serono, entstand 2007 mit der Übernahme des Schweizer Biotechnologie-Unternehmens Serono und anschließender Fusion mit der eigenen Pharmasparte Merck Ethicals. Biopharma vertreibt und produziert verschreibungspflichtige Originalpräparate auf den Gebieten:
- Onkologie mit dem monoklonalen Antikörper (Erbitux / Cetuximab)
- Neurologie (Rebif Beta-Interferon, Multiple Sklerose) und  (Mavenclad Cladribin, Multiple Sklerose), für das Ende Juni 2016 ein Zulassungsantrag in der Europäischen Union eingereicht wurde.
- Diabetes (Glucophage, Metformin)
- Schilddrüsenerkrankungen (Euthyrox / Levo-Thyroxin)
- Herz-Kreislauf (Concor / Bisoprolol)
- entzündliche Erkrankungen (Decortin bzw. Decortin H / Prednison bzw. Prednisolon)
- Fruchtbarkeit (Hormonsubstitutionstherapie)
- Phenylketonurie (Kuvan / Sapropterindihydrochlorid), bis Jahresende 2015[21]
- Wachstumshormonstörungen (Saizen/Somatropin)

Aktuelle Forschungsschwerpunkte sind Onkologie, neurodegenerative Erkrankungen und Rheumatologie.
In der Onkologie arbeitet Merck z. B. an der Forschung und Entwicklung von Therapien, die zielgerichtet auf Krebszellen wirken, ohne gesunde Zellen zu schädigen. Die Entwicklungsprojekte nutzen das Potenzial von Immunologie, Biotechnologie und Molekularbiologie, um den Körper bei seinem eigenen Kampf gegen Krebszellen zu unterstützen. Das Ziel sind effektive Therapien, mit geringen Nebenwirkungen, die Überlebenszeit der Patienten verlängern und ihre Lebensqualität verbessern.
Merck forscht dabei auf vier Hauptgebieten:
- monoklonale Antikörper, die das Krebswachstum blockieren sollen
- Immunzytokine, die Tumorzellen erkennen und eine lokale Immunantwort hervorrufen sollen
- Angiogenesehemmer, die Tumoren „aushungern“ sollen, indem sie von der weiteren Versorgung mit Nährstoffen abgeschnitten werden.
- Anti-PD-L1-Antikörper (Immuncheckpoint-Inhibitor)[22]

Zu den wichtigsten Entwicklungssubstanzen gehörte bis Ende 2015 das Hypoxie-aktivierte Molekül Evofosfamid (zuvor TH-302).

#### Consumer Health (Selbstmedikation)
Das Consumer-Health-Geschäft produzierte und vertrieb nicht-verschreibungspflichtige Medikamente (OTC-Arzneimittel) und Nahrungsergänzungsmittel.
Beispiele sind Nasivin, Bion3, das Vitaminpräparat Multibionta, Cebion, Kohle-Compretten, Femibion, Kidabion, Neurobion, Epamax und Kytta-Salbe. Im April 2018 gab das Unternehmen bekannt, dass die Sparte für 3,4 Mrd. € an Procter & Gamble verkauft wurde. Die Transaktion wurde im vierten Quartal 2018 vollzogen.

#### Allergopharma
Das Allergopharma-Geschäft umfasste Produkte zur Behandlung von Allergien. Das Tochterunternehmen Allergopharma wurde 1969 gegründet und war ein vollständiges Mitglied der Merckgruppe. Im Februar 2020 gab Merck bekannt, dass Merck Allergopharma an die Dermapharm Holding SE verkauft.

#### Biosimilars
Der Geschäftsbereich Biosimilars umfasste die Entwicklung und Herstellung von Biosimilar-Arzneimitteln. Der Geschäftsbereich Biosimilars wurde 2017 an Fresenius Kabi veräußert.

### Life Science

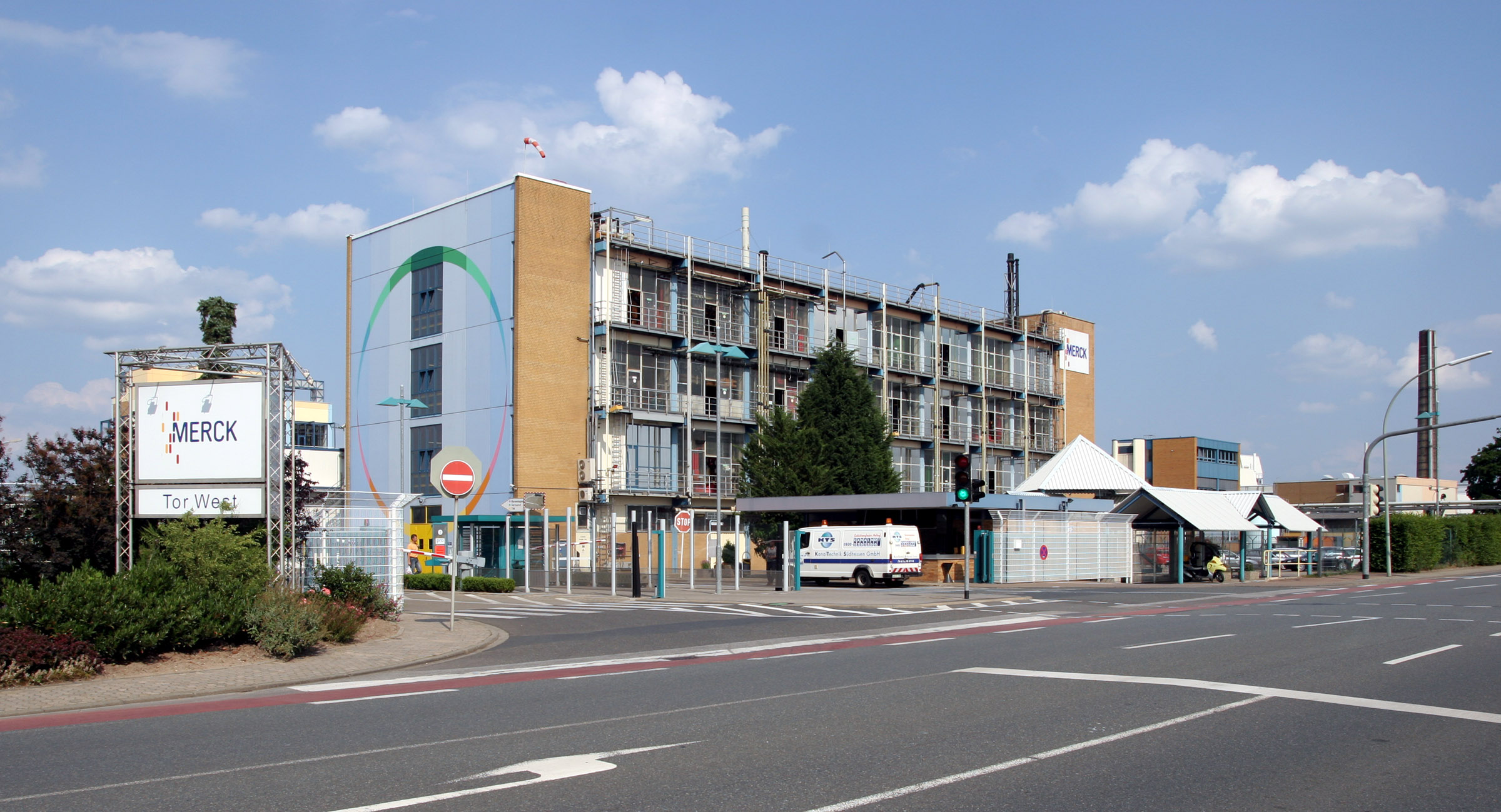
Das Werk Gernsheim mit rund 700 Mitarbeitern

Das Life-Science-Segment besteht aus dem Geschäft Merck Millipore und dem Life-Science-Portfolio des 2015 übernommenen Sigma-Aldrich. Zu den Kernmarken gehören Millipore, Milli-Q, Sigma, SAFC und BioReliance.

#### Merck Millipore
Merck Millipore entstand 2010 nach Abschluss der Übernahme der US-amerikanischen Firma Millipore. In dieser Sparte wurden alle Aktivitäten von Millipore und große Teile der ehemaligen Merck-Sparte Performance & Life Science Chemicals zusammengelegt. Merck Millipore besteht aus drei Geschäftseinheiten (Business Units): Bioscience, Lab Solutions und Process Solutions.
Die Geschäftseinheit Bioscience beschäftigt sich mit Lösungen und Reagenzien für die Proteinforschung und die Zellbiologie, Zellkulturlösungen, sowie Produkten und Dienstleistungen zur Entwicklung biopharmazeutischer Wirkstoffe. Laborchemikalien und andere Materialien für Forschung, Wissenschaft und Industrie, Produkte und Dienstleistungen zur Probenentnahme und Test-Kits für die Pharma-, Lebensmittel- und Diagnostika-Industrie, sowie Produkte, Verbrauchsmaterialien und Dienstleistungen rund um hochreines Laborwasser für Wissenschaft und Industrie sind der Tätigkeitsbereich von Lab Solutions. Bei Process Solutions stehen Produkte und Dienstleistungen für die Produktion von chemischen und biopharmazeutischen Wirkstoffen im Vordergrund.

#### Sigma-Aldrich
Sigma-Aldrich war ein eigenständiges US-amerikanisches High-Tech-Unternehmen mit Aktivitäten in den Bereichen Laborausrüstung und Hochleistungsmaterialien.

### Electronics
Liquid Crystals (Flüssigkristalle)
Merck ist einer der weltgrößten Hersteller von Flüssigkristallen, die für die Herstellung von Flüssigkristallanzeigen (LCD) benötigt werden. Der Weltmarktanteil liegt bei über 60 %. Das Unternehmen gilt damit als ein sogenannter Hidden Champion.
Seit einigen Jahren entwickelt und vertreibt Merck auch Materialien für die Herstellung von organischen Leuchtdioden (OLED).
Semiconductor Solutions (Halbleitermaterialien)
Merck ist ein Hersteller von Materialien für die Halbleiterindustrie und beliefert Computer-Chip-Hersteller mit Materialien und Lösungen für Prozessschritte wie z. B. Patterning/Lithographie, Planarisierung sowie Ätz-Gase
Pigments & Cosmetics (Pigmente und Kosmetik)
In diesem Geschäftsfeld sind alle Aktivitäten für Pigmente in Lacken, Druck- und Kunststoffanwendungen, im Bereich der Sicherheitstechnik (beispielsweise Fälschungsschutz), Pigmente für Anwendungen im Lebensmittel- und Pharma-Bereich, funktionale Materialien, sowie Kosmetikwirkstoffe und -pigmente gebündelt.

## Gesellschaftliches Engagement
Einen Teil des unternehmerischen Gewinns spendet Merck für gemeinnützige gesellschaftliche Zwecke. Ein gefördertes Projekt ist beispielsweise das Merck-Praziquantel-Spendenprogramm, bei dem Merck gemeinsam mit der Weltgesundheitsorganisation (WHO) die Bilharziose bei afrikanischen Schulkindern bekämpft. Merck stellt dabei seit 2007 insgesamt 200 Millionen Tabletten mit dem Wirkstoff Praziquantel kostenlos zur Verfügung. Damit können 27 Millionen Kinder behandelt werden.
Anfang 2012 gab das Unternehmen bekannt, sein zunächst auf zehn Jahre ausgelegtes Engagement im Kampf gegen Bilharziose unbefristet bis zur Ausrottung der Krankheit in Afrika fortzusetzen. Dazu ist geplant, die Anzahl der jährlich gespendeten Praziquantel-Tabletten auf mittelfristig bis zu 250 Millionen zu erhöhen. Stand 2019 wurden bereits über 900 Millionen Tabletten gespendet, sowie die Kosten für den Transport nach Afrika übernommen.

## Historische Bauwerke
- Hauptlaboratorium
- Pützerturm
- Verwaltungsgebäude

## Museum
Seit 2004 gibt es am Hauptsitz des Unternehmens in Darmstadt ein betriebseigenes Museum. Auf etwa 400 m² Fläche werden rund 350 Jahre Chemie- und Pharmaziegeschichte dieses ältesten chemisch-pharmazeutischen Unternehmens der Welt dokumentiert.